# Glycinát měďnatý
Glycinát mědnatý je organická sloučenina se vzorcem [Cu(gly)2(H2O)x], kde x = 2 (dihydrát), 1 (monohydrát) nebo 0 (bezvodá sůl). Tento komplex glycinu a mědi byl poprvé popsán v roce 1841 a mnohokrát zkoumán, zejména s ohledem na izomerizaci z cis na trans formu, popsanou v roce 1890. Všechny tyto formy jsou modře zbarvené pevné látky, lišící se rozpustností. Látka má využití jako zdroj mědi v krmivech pro zvířata.

## Výroba a příprava
Glycinát měďnatý se obvykle získává reakcí octanu měďnatého ve vodném roztoku ethanolu s glycinem:
Cu(OAc)2 + 2 H2NCH2COOH + x H2O → [Cu(H2NCH2COO)2(H2O)x] + 2 AcOH, x = 0, 1, nebo 2
Reakce probíhá jako neredoxní disociační substituce a vytváří převážně cis-izomer.

## Struktura
Podobně jako většina komplexů aminokyselin vytváří glycinát pětičlenný chelátový kruh, s bidentátním (κ2Ο,Ν) glycinátovým ligandem.
Chelatující ligandy zaujímají kolem atomu mědi čtvercově rovinnou geometrii.

### Cisatransizomery
Nesymetričnost glycinátového ligandu a čtvercově rovinná geometrie komplexu vede ke dvěma možným geometrickým izomerům: cis a trans.
Je známo několik způsobů vzájemného rozlišení těchto izomerů; k jednodušším patří infračervená spektroskopie, kde ligandy s odlišnými konfiguracemi mají různé vlnočty pásů odpovídajících vibracím vazeb C–N, C–O, a CuII–N. Využít lze také vzhled krystalů, spolehlivější je ale rentgenová krystalografie.
Krystalograficky byly prozkoumány všechny formy této sloučeniny, nejčastěji izolovanou je cis-monohydrát.
Za vysokých teplot se cis-izomer může přeměnit na trans.